# 화학선택성
화학선택성(化學選擇性, 영어: chemoselectivity)은 특정 화학 반응이 동시에 일어날 수 있는 다른 화학 반응보다 우선적으로 일어난다는 것을 의미한다.
또 다른 정의에 따르면 화학선택성은 다수의 작용기가 존재하는 화합물에서 특정 작용기가 선택적으로 반응하는 것을 의미한다. 결합성에 기초한 예측은 종종 그럴듯하게 보이지만, 실제 결과는 용매나 원자 궤도 등 많은 인자들에 의해 좌우되기 때문에 정확하게 예측하는 것은 어렵다.
화학선택성을 예측하는 것은 어렵지만 많은 부반응이 일어날 것으로 예상되는 반응에서 선택성을 조사하는 실험은 잘 수행된다. 예를 들면 동일한 유기 화합물을 환원하는 경우에도 수소화 붕소 나트륨을 사용하는 경우와 수소화 알루미늄 리튬을 사용하는 경우에는 선택성에 큰 차이가 난다. 또한 아세트아니솔은 pH가 높을 때 표백제에 의해 카보닐기(케톤)가 산화되어 카복실산이 되고, pH가 낮을 때 친전자성 방향족 치환 반응에 의해 염화 아릴이 된다.

## 같이 보기
- 위치선택성
- 입체선택성
- 입체특이성